# Min Shan
Min Shan (chinesisch 岷山, Pinyin Mín Shān) ist ein Gebirge überwiegend in Zentral- und Nordsichuan in den chinesischen Provinzen Sichuan und Gansu mit einer Länge von 500 km in Nord-Süd-Richtung. Es wird häufig als nördlichster Ausläufer zum Hengduan-Gebirge am Rand des Qinghai-Tibet-Plateaus gerechnet.
Der höchste Gipfel ist der im Osten des Kreises Sungqu gelegene Xuebao Ding (雪宝顶) (5588 m). 
Das Gebirge ist die Wasserscheide zwischen Huang He (Gelbem Fluss) und dem Jangtsekiang; hier entspringen die Flüsse Min Jiang und Jialing Jiang.
Das Naturschutzgebiet Jiuzhaigou und das Huanglong-Tal liegen im Min Shan. Es ist das Rückzugsgebiet vieler seltener Tiere, darunter des Großen Pandas.